# Ezt nem tudom másképp mondani
Az Ezt nem tudom másképp mondani a magyar Bikini együttes 1985-ben megjelent harmadik nagylemeze. Ez egy teljesen új koncepciójú lemez: Nagy Ferót D. Nagy Lajos (Rolls Frakció) váltotta az énekes poszton, ez a stílusra is rányomta a bélyegét. A korábbi dadaista, helyenként szürreális dalok helyett slágeresebbek születtek, és ezzel az új Bikini hangzásvilága is lefektetésre került.
Több dal van az albumon, amelyet még Nagy Feró szerzett. Ezekkel kapcsolatban Feró azt nyilatkozta, hogy Németh Alajos és Trunkos András keresték meg azzal, hogy beadtak egy új Bikini-albumot a lemezgyárnak, de az visszadobta, és segítséget szerettek volna kérni pár dal megírásában. Feró nem akart kötélnek állni, mert nemrég távozott a Bikiniből, nem a legjobb hangulatban, ezért egy akkor irreálisan magas összeget, százezer forintot kért a munkájáért, amit legnagyobb meglepetésére kifizettek neki. A "Mielőtt elmegyek" című dal szövegét egy olyan nő inspirálta, aki nagyon próbált Feróhoz ragaszkodni. Az "Ezt nem tudom másképp mondani" megírásakor már eleve az volt a szempont, hogy az jól álljon D. Nagy Lajos előadásában, és egyébként ennek a szövege Ferónak a saját feleségéhez írt szerelmi vallomása.

## Közreműködtek
- D. Nagy Lajos (ének)
- Vedres József (gitár)
- Németh Alajos (basszusgitár)
- Gallai Péter (szintetizátor, ének)
- Németh Gábor (dob, ütőhangszerek)
- Wyximfonikusok (a szimfonikus részeket hangszerelte és vezényelte: Márta István)

## Számok listája
| #  | LP # | Cím                                           | Szerző                                    | Hossz |
| -- | ---- | --------------------------------------------- | ----------------------------------------- | ----- |
| 1  | A1   | Lassan szopogasd... ahogy ti zenéltek         | Németh Alajos - Nagy Feró                 | 3:41  |
| 2  | A2   | Őszinte szerelem                              | Németh Alajos - Nagy Feró                 | 3:51  |
| 3  | A3   | Nagy barátkozások                             | Németh Alajos - Trunkos András            | 3:20  |
| 4  | A4   | Te szeretnéd, nekem elég                      | Németh Alajos - Trunkos András            | 5:34  |
| 5  | A5   | Jaj-jaj                                       | Gallai Péter - Nagy Feró                  | 2:29  |
| 6  | B1   | Indokolatlan jókedv                           | Németh Alajos - Nagy Feró                 | 2:43  |
| 7  | B2   | Mondtuk, hogy ne menjél zenésznek             | Németh Alajos - Trunkos András            | 2:49  |
| 8  | B3   | Ügyetlen szerelem                             | Németh Alajos - Nagy Feró                 | 3:51  |
| 9  | B4   | Mielőtt elmegyek                              | Németh Alajos - D. Nagy Lajos - Nagy Feró | 3:34  |
| 10 | B5   | Ezt nem tudom másképp mondani (Szeretlek II.) | Németh Alajos - Nagy Feró                 | 4:07  |